# Frank burundyjski
Frank burundyjski (oznaczenie ISO 4217: BIF) – waluta Burundi. 1 frank burundyjski dzieli się na 100 centymów. Banknoty występują w nominałach: 100, 500, 1000, 2000, 5000 oraz 10000 franków, a monety w nominałach: 1, 5, 10 oraz 50 franków.